# Dynamite (singel Christiny Aguilery)
Dynamite – piosenka electropopowa stworzona na pierwszy album kompilacyjny amerykańskiej piosenkarki Christiny Aguilery złożony z największych hitów artystki, Keeps Gettin’ Better – A Decade of Hits (2008). Wyprodukowany przez Lindę Perry, utwór wydany został jako singel promocyjny dnia 20 listopada 2008 roku.
Singel spotkał się ze znikomą promocją medialną, mimo to był jednak notowany na kilku światowych listach przebojów. Uzyskał pozytywne recenzje krytyków muzycznych. W 2009 nagranie wyróżniono nagrodą Rocket Pop Music w kategorii najlepsza piosenka pop.

## Informacje o utworze
„Dynamite” jest jednym z dwóch utworów zawartych na krążku Keeps Gettin’ Better – A Decade of Hits, które nie stanowią zbioru największych przebojów Christiny Aguilery, ani nie są coverem żadnego z nich. Melodyjnie kompozycja jest porównywalna do „Keeps Gettin’ Better” (pierwszego singla promującego kompilację), również zrealizowana została w electropopowej konwencji oraz posiada podobny, dance-popowy bit. Autorkami obu piosenek są Christina Aguilera oraz Linda Perry. Tekst utworu „Dynamite” mówi o „tańcu na aksamitnym niebie aż do białego rana”.

## Wydanie singla
Kompozycja opublikowana została wyłącznie w formie singla promocyjnego. W Japonii „Dynamite” wydano na płytach kompaktowych 20 listopada 2008 roku. W Stanach Zjednoczonych premiera wydawnictwa za pośrednictwem sklepu online iTunes Store miała miejsce dnia 3 grudnia 2008 roku, 14 stycznia 2009 singel ukazał się na antenach rosyjskich stacji radiowych. 17 stycznia 2009 promo wydano ogólnoświatowo. W notowaniu przebojów singlowych Indonezji „Dynamite” uplasował się na pozycji dwunastej. Utwór zajął miejsce #75 na Chilean Singles Chart, liście najpopularniejszych singli w Chile.

## Opinie
Według redaktorów strony internetowej the-rockferry.pl, „Dynamite” to jedna z dwudziestu pięciu najlepszych kompozycji nagranych przez Aguilerę w latach 1997–2010. Zdaniem Zuzanny Janickiej, jest to „jeden z najlepszych szerzej nieznanych utworów Aguilery”.

### Recenzje
Wśród głosów krytyków, dotyczących „Dynamite”. dominowały opinie pozytywne. Jonathan Zwickel (MSN Music) nazwał piosenkę „ostrą, electropopową produkcją, podobną do ‘Keeps Gettin’ Better'”. Cory T. „HockeyFanatic” Shaeffer w swym omówieniu dla portalu Amazon.com dostrzegł w „Dynamite” inspiracje twórczością duetu Goldfrapp oraz Madonny. Niezależny irlandzki recenzent V. Grimes napisał: „Utwór jest tak samo pobudzający do tańca, jak ‘Keeps Gettin’ Better’, z gorącym bitem i ostrym wokalem”. Według G. L Matlocka (Amazon), „Dynamite” jest najsilniejszą nową kompozycją na kompilacji największych przebojów Aguilery i mógłby posłużyć za sukcesywne wydawnictwo singlowe. Matlock uznał, że piosenka pasowałaby bardziej do repertuaru takich wokalistek, jak Rihanna, Gwen Stefani czy Madonna, dodając jednak, że „w ramach futurystycznej muzyki dance Christina interpretuje utwór bardzo dobrze”. Filip Wiącek z serwisu internetowego AllAboutMusic.pl schlebiał utworowi, nazywając go „niebanalnym, łatwo wpadającym w ucho numerem mieszającym pop i electro”. „swoistym przygotowaniem do krążka Bionic”. Pamflecistka współtworząca witrynę muzyka.wp.pl chwaliła brzmienie nagrania, stwierdzając, że „Dynamite” to „kompozycja mocno osadzona w zimnym electro”. Pracownik serwisu Associated Content, przechrzczonego w przyszłości na Yahoo! Voices, porównał utwór do innych piosenek z albumu Keeps Gettin’ Better – A Decade of Hits – „Genie 2.0”. „You Are What You Are (Beautiful)” oraz „Keeps Gettin’ Better”. twierdząc, że brzmi podobnie do nich. Dodał jednak, że „Dynamite” charakteryzuje się „odmienną harmonią oraz całkiem interesują melodią”. W recenzji dla strony neonlimelight.com dziennikarz uznał, że „Dynamite” jest „lepszym utworem niż ‘Keeps Gettin’ Better'”. choć nie był nim „zachwycony”.

## Promocja
W celach promocyjnych singel został wykorzystany w spocie reklamowym serialu telewizji ABC Gotowe na wszystko (Desperate Housewives) w lutym 2009.

## Nagrody i wyróżnienia
| Rok  | Ceremonia               | Nagroda                   | Rezultat |
| ---- | ----------------------- | ------------------------- | -------- |
| 2009 | Rocket Pop Music Awards | najlepsza piosenka popowa | Wygrana  |

## Listy utworów i formaty singla
Amerykański digital download
1. „Dynamite” – 3:09

Japoński singel CD
1. „Dynamite” – 3:09

Ogólnoświatowy promo CD (wydany do użytku radiowego)
1. „Dynamite” – 3:09

## Twórcy
- Główne wokale: Christina Aguilera
- Producent: Linda Perry
- Autor: Christina Aguilera, Linda Perry
- Mixer: Peter Mokran

## Pozycje na listach przebojów
| Kraj              | Notowanie (2008/2009)  | Wydawca                     | Najwyższa pozycja |
| ----------------- | ---------------------- | --------------------------- | ----------------- |
| Chile             | Top 100 Airplay        | Nielsen Chile/IDERE/Monitec | 78                |
| Chile             | Top 100 Singles        | Nielsen Chile/IDERE/Monitec | 75                |
| Indonezja         | Official Singles Chart | LIMA                        | 12                |
| Rosja             | Official Airplay Chart | Tophit                      | 146               |
| Stany Zjednoczone | Hot Digital Songs      | Billboard                   | 132               |

## Historia wydania
| Region            | Data              | Format           | Wydawca                  |
| ----------------- | ----------------- | ---------------- | ------------------------ |
| Japonia           | 20 listopada 2008 | singel CD        | BMG Japan                |
| Stany Zjednoczone | 3 grudnia 2008    | digital download | RCA Records              |
| Rosja             | 14 stycznia 2009  | airplay          | Sony Music Entertainment |
| Świat             | 17 stycznia 2009  | promo CD         | Sony Music Entertainment |